# Madoce aroa
Madoce aroa är en fjärilsart som beskrevs av Bethune-Baker 1908. Madoce aroa ingår i släktet Madoce och familjen nattflyn. Inga underarter finns listade i Catalogue of Life.